# Sas van Rouveroij
Sas van Rouveroij, né le 13 juin 1957 à Mont-Saint-Amand est un homme politique belge flamand, membre de OpenVLD.

## Fonctions politiques
- député au Parlement flamand :
  - du 7 juin 2009 au 25 mai 2014